# Reino de Dios

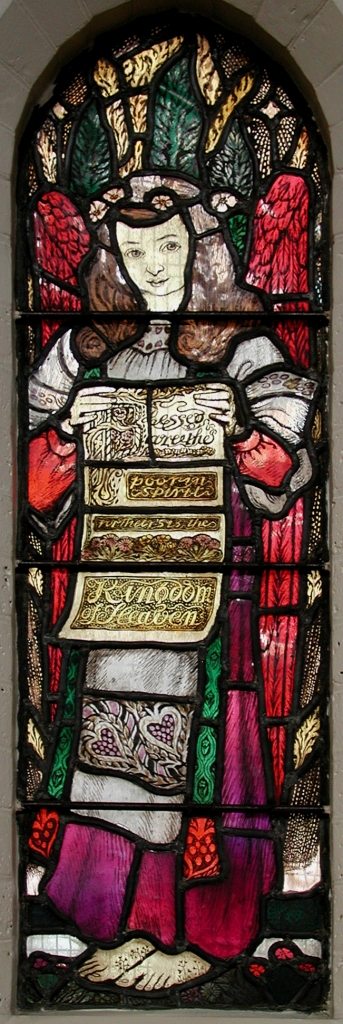
"Bienaventurados los pobres en espíritu: porque los suyos se encuentran el reino de los cielos ".

En teología, el concepto Reino de Dios o Reino de los Cielos (en griego: βασιλεία τοῦ θεοῦ, romanizado: basileia tou theou) es un reino en el cual Dios es el gobernante y juez, cuya sede es el cielo.

## El Reino en el judaísmo

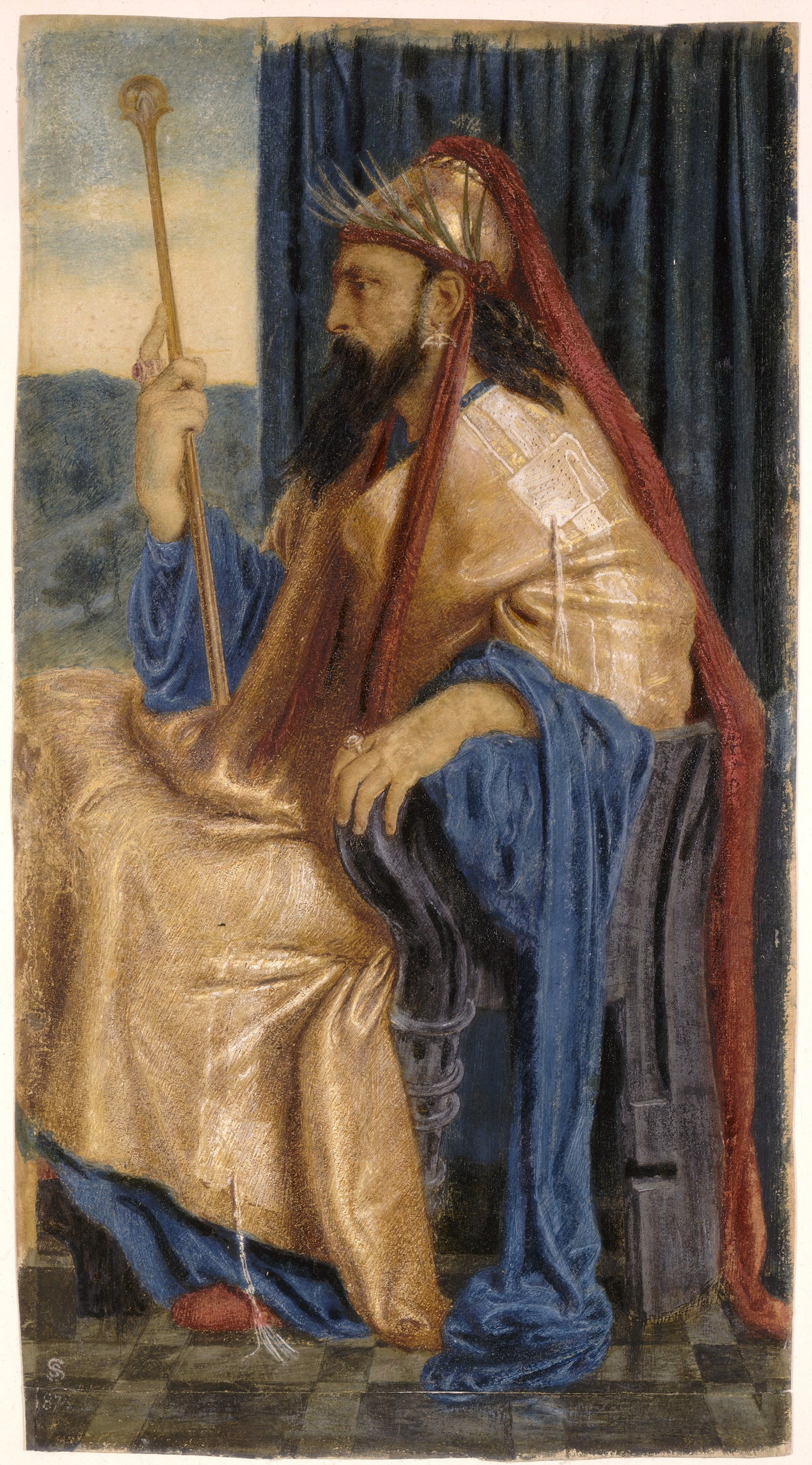
Rey Salomón.

El Reino de Dios es mencionado frecuentemente en el Tanaj. Está unido al entendimiento judío de que Dios habría de intervenir directamente para restaurar la nacionalidad de Israel y luego reinar sobre ella.
Luego fue interpretado como que de la descendencia de David saldría el Mesías de Israel, que se sentaría en el trono de David y gobernaría por la eternidad. Por lo tanto los judíos esperan la intervención divina, en lo político y en lo espiritual.
El Reino de Dios fue expresamente prometido al Rey David, haciéndose un pacto entre él y Dios y prometiéndole que reinaría siempre alguien en el trono de su «casa» — la de David —.

## El Reino en el cristianismo
El Catecismo de la Iglesia Católica indica que en  el Nuevo Testamento se utilizan varias expresiones para caracterizar la bienaventuranza a la que Dios llama al hombre: la llegada del Reino de Dios; «Dichosos los limpios de corazón porque ellos verán a Dios» —Mt 5, 8—; «la entrada en el gozo del Señor» — Mt 25; 21.23 —; «la entrada en el descanso de Dios» — Hb 4, 7-11—.

«Allí descansaremos y veremos; veremos y nos amaremos; amaremos y alabaremos. He aquí lo que acontecerá al fin sin fin. ¿Y qué otro fin tenemos, sino llegar al Reino que no tendrá fin?. San Agustín civ.22,30»

La idea del Reino de Dios se encuentra predominantemente en el Nuevo Testamento, especialmente en los Evangelios.
El Reino de Dios es un término usado indistintamente con el de «Reino de los Cielos». En el Evangelio según Mateo se utiliza esta última expresión, mientras que en el de Lucas, en el de Marcos y en el de Juan se utiliza «Reino de Dios». La explicación habitual es que el evangelio de  Mateo está destinado a los judíos quienes prefieren evitar el uso directo del nombre de Dios.  Marcos y  Lucas están dirigidos a una audiencia más general y menos familiarizada con el término «Reino de los Cielos».
Algunos intérpretes premilenaristas piensan que el «Reino de los Cielos» se refiere al reino milenario de Dios, mientras que el «Reino de Dios» se refiere a su reinado universal. Otros opinan que no hay base para tal distinción.
El historiador, escritor y filósofo británico H. G. Wells escribió:

«La doctrina del Reino de los Cielos, que fue la enseñanza principal de Jesús, es ciertamente una de las doctrinas más revolucionarias que alguna vez haya animado y transformado el pensamiento humano.»
H. G. Wells (1920), Outline of History

El pensamiento cristiano del Reino de Dios agrupa distintos conceptos según el entendimiento de cada denominación; sin embargo, existen ideas comunes entre todas, de las cuales destacan las siguientes:
- El Reino de Dios es un gobierno único celestial que regirá en toda la tierra después de Armagedón, cuando todas las personas inicuas (esto es, quienes rechacen voluntariamente a Dios y a su Cristo) hayan sido destruidas.
- El Rey de este reino es Jesucristo, de acuerdo con el pacto que hizo Dios con David.
- Jesucristo habla muchas veces del Reino de Dios, que está cerca. La manera de explicar la naturaleza de este Reino y sus habitantes es con parábolas, que son comparaciones que expresan una enseñanza.

### Aspecto presente
Los evangelios describen a Jesús de Nazaret proclamando el Reino como algo que ya está cerca, que está llegando en el presente, no como una realidad futura. Las actividades narradas de Jesús, al sanar las enfermedades, expulsar los demonios, enseñar una nueva ética de vida y ofrecer una nueva esperanza en Dios al más pobre, se entienden como una demostración que el Reino está en acción. Tener al Mesías, el Rey de los judíos, entre ellos, es un aspecto de este Reino: el Rey había llegado para representar su Reino. Por su vida sin pecado y mediante sus milagros estaba demostrando a los judíos como es el Reino.
"El Reino de Dios" es un genitivo, el cual nos indica que es Dios mismo desde un punto de vista concreto, su actuación en este mundo y en nuestra historia. La cuestión planteada a los contemporáneos de Jesús (especialmente a los imbuidos en la mentalidad apocalíptica) es si Dios actúa en este mundo y en esta historia, o no; y si actúa, cuándo lo hace o lo va a hacer y bajo qué condiciones. Jesús nos predica que esto es inminente, y que la esperada acción de Dios en este mundo empieza ya.
Jesús dio mucha importancia a este tema, como se puede ver en el Padrenuestro, donde es el segundo asunto más importante en esa oración.
El Reino de Dios también se refiere al cambio de corazón o mente (metanoia) por parte de los cristianos, dando énfasis a la naturaleza espiritual de su Reino al decir que «el Reino de los Cielos está dentro de vosotros mismos». Esta frase puede también traducirse, sin embargo, «el reino de los cielos está en medio de vosotros.»
Jesús usó el lenguaje del "Reino de Dios" de una forma que se contrapone con los revolucionarios judíos del siglo I, llamados zelotes, que creían que el Reino era una realidad política que llegaría con una revuelta violenta contra la dominación romana, reemplazada por una teocracia judía.
En los Evangelios canónicos, Jesús de Nazaret invita a todos los hombres a entrar en el Reino de Dios; aun el peor de los pecadores es llamado a convertirse y aceptar la infinita misericordia del Padre. El Reino pertenece, ya aquí en la tierra, a quienes lo acogen con corazón humilde. A ellos les son revelados los misterios del Reino de Dios. La Iglesia (católica) se considera a sí misma como "el inicio sobre la tierra" del Reino de Dios y que la plenitud de este se alcanzará después del juicio final, cuando el universo entero, liberado de la esclavitud de la corrupción, participará de la gloria de Cristo, inaugurando «los nuevos cielos y la tierra nueva» (2 P 3, 13). Así se alcanzará el Reino de Dios pleno, es decir, la realización definitiva del designio salvífico de Dios de «hacer que todo tenga a Cristo por Cabeza, lo que está en los cielos y lo que está en la tierra» (Ef 1, 10). Dios será entonces «todo en todos» (1 Co 15, 28), en la vida eterna.
Los protestantes, por otra parte, tienden a creer que la Iglesia es el instrumento en el cual el Reino se manifiesta, no un sinónimo del Reino en sí.
Según el teólogo protestante Dietrich Bonhoeffer el Reino de Dios en la tierra se configura en dos aspectos, en los que se manifiesta escindido: milagro y orden. «El aspecto bajo el cual el Reino de Dios se manifiesta como milagro lo llamamos iglesia; y el aspecto bajo el cual el Reino de Dios se manifiesta como orden lo llamamos estado. El Reino de Dios en nuestro mundo no es otra cosa que la dualidad de iglesia y estado… El Reino de Dios se configura en la iglesia en la medida en que ésta da testimonio del milagro de Dios… El Reino de Dios se configura en el estado en la medida en que éste reconoce y preserva el orden del mantenimiento de la vida…».

### Aspecto futuro
La manifestación presente del Reino fue expresada por Jesús como evidencia provisional de una realidad más amplia en un futuro inminente.
Este aspecto futuro del Reino es la creencia en una implementación posapocalíptica del gobierno de Dios (teocracia), especialmente en la interpretación premilenarista del protestantismo fundamentalista.
La tensión entre los aspectos futuros y presentes del Reino se han llamado "el ahora y el no todavía" del Reino de Dios. 
Típicamente, en el Catolicismo, el protestantismo liberal y entre los pentecostales, entre otros, se ha enfatizado el aspecto presente, mientras que protestantes fundamentalistas y evangélicos han enfatizado el aspecto futuro.